# Black Giant
Black Giant también conocido como Happy Giant, es una variedad cultivar de ciruelo (Prunus salicina), de las denominadas ciruelas japonesas.
Una variedad que fue obtenida en "Zaiger Genetics", (California), de padres no revelados, de las denominadas ciruelas japonesas (Prunus salicina). Las frutas tienen un tamaño grande a muy grande, siendo la piel de color púrpura oscuro casi negro, cubierta casi en su totalidad de capa fina de pruina, con numerosos puntos de tamaño medio algunas pequeñas, y tiene una pulpa amarilla anaranjada variable, textura crujiente, extremadamente jugosa, con muy buen sabor.

## Sinonimia
- "Happy Giant",
- "Ciruela Negra Gigante".

## Historia
'Black Giant' también conocida como 'Happy Giant' es una variedad de ciruela, obtenida y registrada por "Zaiger Genetics", en California. Está encuadrada en el grupo de las denominadas ciruelas japonesas (Prunus salicina).
Muy cultivada y conocida en el Valle del Maipo de la Región Metropolitana de Chile central. Su tiempo de recogida de cosecha se inicia en su maduración del 20 de marzo al 10 de abril, lo que facilita su exportación a los países del hemisferio norte en época fuera de temporada. Se puede almacenar en perfectas condiciones de 75 a 90 días.

## Características
'Black Giant' árbol medio y vigoroso, siendo su fuerte crecimiento cerrado y erguido una característica notable de la variedad, bastante productivo. Flor blanca, que en Chile tiene un tiempo de floración tardía que comienza a partir del 18 de octubre con el 10% de floración, para el 21 de octubre tiene una floración completa (80%), y para el 8 de noviembre tiene un 90% de caída de pétalos. Es auto estéril necesita un polinizador adecuado.
'Black Giant' tiene una talla de fruto de grande a muy grande, de forma ligeramente ovalada sobre todo en la zona peduncular, ligeramente asimétrico; epidermis tiene una piel crocante, a menudo con "ruginoso"/"russetting", siendo la piel de color púrpura oscuro violáceo (RHS 187A, se considera una ciruela negra), recubierta de ligera pruina, fina blanquecina, con numerosos puntos de tamaño medio y algunas pequeñas, y tiene una pulpa amarilla anaranjada variable, textura crujiente, extremadamente jugosa, con buen sabor en la etapa de maduración de la cosecha, que va madurando muy lentamente, cuando está madura para comer tiene un sabor muy dulce y agradable con un buen aroma, excepcionalmente dulce con 11º a 13° º brix (equiparable en dulzor a 'Angeleno' que tiene 13° brix).
Hueso semi adherente, pequeño, elíptico, abombado, surcos poco marcados, superficie rugosa.
Su tiempo de recogida de cosecha se inicia en su maduración del 20 de marzo al 10 de abril en las condiciones del Valle del Maipo de Santiago, en Chile lo que facilita su exportación a los países del hemisferio norte en época fuera de temporada. Se puede almacenar en perfectas condiciones de 75 a 90 días. En España tiene una maduración tardía sobre el 18 de agosto.

## Usos
Una muy buena ciruela de postre fresco en mesa.

## Polinización
Aunque es semi auto polinizable, para una abundante productividad son necesarias variedades polinizadoras tal como 'Angeleno', Costanza (U.S. Plant Pat. No. USPP17637P3).